# Sacharos pelkė
Sacharos pelkė este o arie protejată (sit de importanță comunitară — SCI) din Lituania întinsă pe o suprafață de 82 ha, integral pe uscat.

## Localizare
Centrul sitului Sacharos pelkė este situat la coordonatele 55°56′37″N 25°29′37″E / 55.9435°N 25.4936°E.

## Înființare
Situl Sacharos pelkė a fost declarat sit de importanță comunitară în aprilie 2018 pentru a proteja un număr necunoscut de specii din flora spontană și fauna sălbatică aflate în arealul zonei.

## Biodiversitate
Situată în ecoregiunea boreală, aria protejată conține 3 habitate naturale: Mlaștini oligotrofe degradate, capabile încă de regenerare naturală, Mlaștini turboase de tranziție și turbării mișcătoare, Mlaștini împădurite.
La baza desemnării sitului se află un număr nedeclarat de specii protejate.